# Lepiku (Hiiumaa)
Lepiku (Duits: Leppiko) is een plaats in de Estlandse gemeente Hiiumaa, provincie Hiiumaa. De plaats heeft de status van dorp (Estisch: küla).
Tot in oktober 2017 lag de plaats in de gemeente Emmaste. In die maand ging Emmaste op in de fusiegemeente Hiiumaa.

## Bevolking
Het dorp had 26 inwoners op 31 december 2011 en 17 inwoners op 31 december 2021.

## Ligging
De plaats ligt aan de zuidkust van het eiland Hiiumaa.

## Geschiedenis
Lepiku werd voor het eerst genoemd in 1609 onder de naam Leppiko Hans als boerderij op het landgoed van Suuremõisa. In 1796 werd een landgoed Emmaste afgesplitst van Suuremõisa. Lepiku ging mee. In 1844 werd Lepiku onder de naam Lebbigo genoemd als dorp.
Tussen 1977 en 1997 maakte Lepiku deel uit van het buurdorp Viiri.